# Dryudella
Dryudella (лат.) — род песочных ос (Crabronidae) из подсемейства Astatinae. Мелкие осы (5—10 мм) чёрного цвета с частично красноватым брюшком. Охотятся на клопов из семейств Pentatomidae,
Scutelleridae, Lygaeidae, Reduviidae, Cydnidae, Alydidae и Rhopalidae, которых запасают для своего потомства в земляных многоячейковых гнёздах. Глаза у самцов соприкасаются, а их лоб с выступающей площадкой.

## Систематика и распространение
Около 50 видов. В Европе найдено 13 видов, в Казахстане — 16 видов, в Неарктике — 10 видов, в Ориентальной области — 2 вида. Для СССР указывалось 3 вида.
В Палеарктике 45 видов, в России 7 видов.
- Dryudella aquitana (Pulawski, 1970)
- Dryudella bifasciata (von Schulthess, 1926)
- Dryudella erythrosoma (Pulawski, 1959)
- Dryudella esterinae Pagliano, 2001
- Dryudella femorallis (Mocsary, 1877)
- Dryudella freygessneri (Carl, 1920)
- Dryudella lineata Mocsary, 1879
- Dryudella monticola (Giner Mari, 1945)
- Dryudella picticornis (Gussakovskij, 1927)
- Dryudella pinguis (Dahlbom, 1832)
- Dryudella sepulchralis (Beaumont, 1968)
- Dryudella stigma (Panzer, 1809)
- Dryudella tricolor (Vander Linden, 1829) typus (=Dryudella ghilianii Spinola, 1843)